# Champeaux (Deux-Sèvres)
Champeaux  est une ancienne commune française, située dans le département des Deux-Sèvres et la région Nouvelle-Aquitaine. Cette commune était associée à la commune de Champdeniers-Saint-Denis (arrêté préfectoral du 19 décembre 1972 prenant effet le 1er janvier 1973). Le 1er janvier 2017, la commune associée de Champeaux a été fusionnée en fusion simple dans celle de Champdeniers-Saint-Denis.

## Géographie
Le petit bourg de Champeaux domine le confluent de l'Égray et de l'un de ses affluents minuscules, issu d'un des étangs du Petit-Chêne.
Dans les blocs de pierre épars dans la vallée de Rochefollet, d'aucuns voient les vestiges d'un dolmen.
La commune se situe près de la route départementale 743 reliant du Nord au Sud Bressuire à Niort. Et à quelques kilomètres de l'autoroute A85.

## Histoire
Champeaux faisait autrefois partie de la châtellenie de Coudray Salbart. la paroisse dépendait de l'archiprêtré de Saint Maixent, de la sénéchaussée de Poitiers et de l'élection de Parthenay, la cure était à la nomination de l'évêque de Poitiers.
Son nom figure dès le Xe siècle dans le cartulaire de Saint Maixent. On y dénombrait, vers le milieu du XVIIe siècle, neuf métairies et un moulin à vent.

## Politique et administration
| Période                                  | Période | Identité        | Étiquette | Qualité |
| ---------------------------------------- | ------- | --------------- | --------- | ------- |
| ?                                        | ?       | Didier Delouvée |           |         |
| Les données manquantes sont à compléter. |         |                 |           |         |

## Démographie
| 1750 | 1821 | 1876 | 1901 | 1968 | 1976 | 2008 |
| ---- | ---- | ---- | ---- | ---- | ---- | ---- |
| 215  | 308  | 314  | 327  | 185  | 130  | 220  |

## Lieux et monuments
- Le tabernacle
- La pompe à eau
- Moulin de Farineau
- Grange
- École ; actuellement mairie annexe, salle communale et logement locatif
- Les fours à chaux
- La croix des sables
- L'église saint Vincent
- Les seigneurs et le château de la soctière